# Ion Duțu
Ion Duțu (n. 7 octombrie 1942 - d. 10 iulie 2000) a fost un deputat român în legislatura 1992-1996 și în legislatura 1996-2000, ales în municipiul București pe listele partidului PRM. Ion Duțu a fost un membru fondator al partidului PRM. Ion Duțu a fost validat ca deputat pe data de 29 septembrie 1993 când l-a înlocuit pe deputatul Eugen Barbu. După deces, Ion Duțu a fost înlocuit de deputatul Toader Roșca. 